# عين الخضراء (المالكية)
عين الخضراء قرية سورية تتبع ناحية مركز المالكية في منطقة المالكية التابعة لمحافظة الحسكة في أقصى شمال شرق سورية. بلغ عدد سكانها 676 نسمة عام 2004.
تقع على بعد حوالي 3 كم إلى الشمال الشرقي من مدينة المالكية.